# 觀塘市中心重建項目

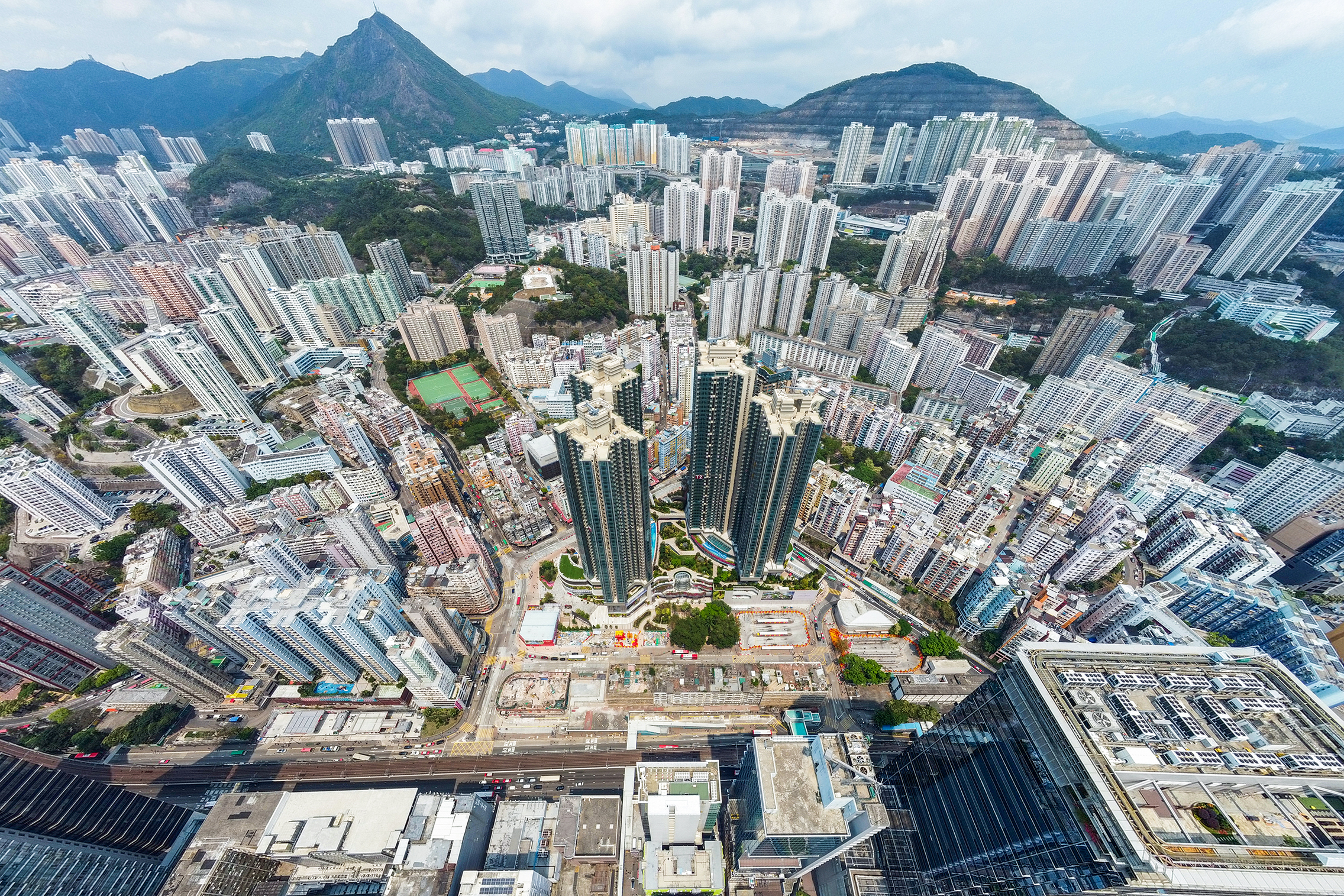
重建後的住宅凱匯，前方的裕民坊一帶建築物陸續拆卸（2021年4月）

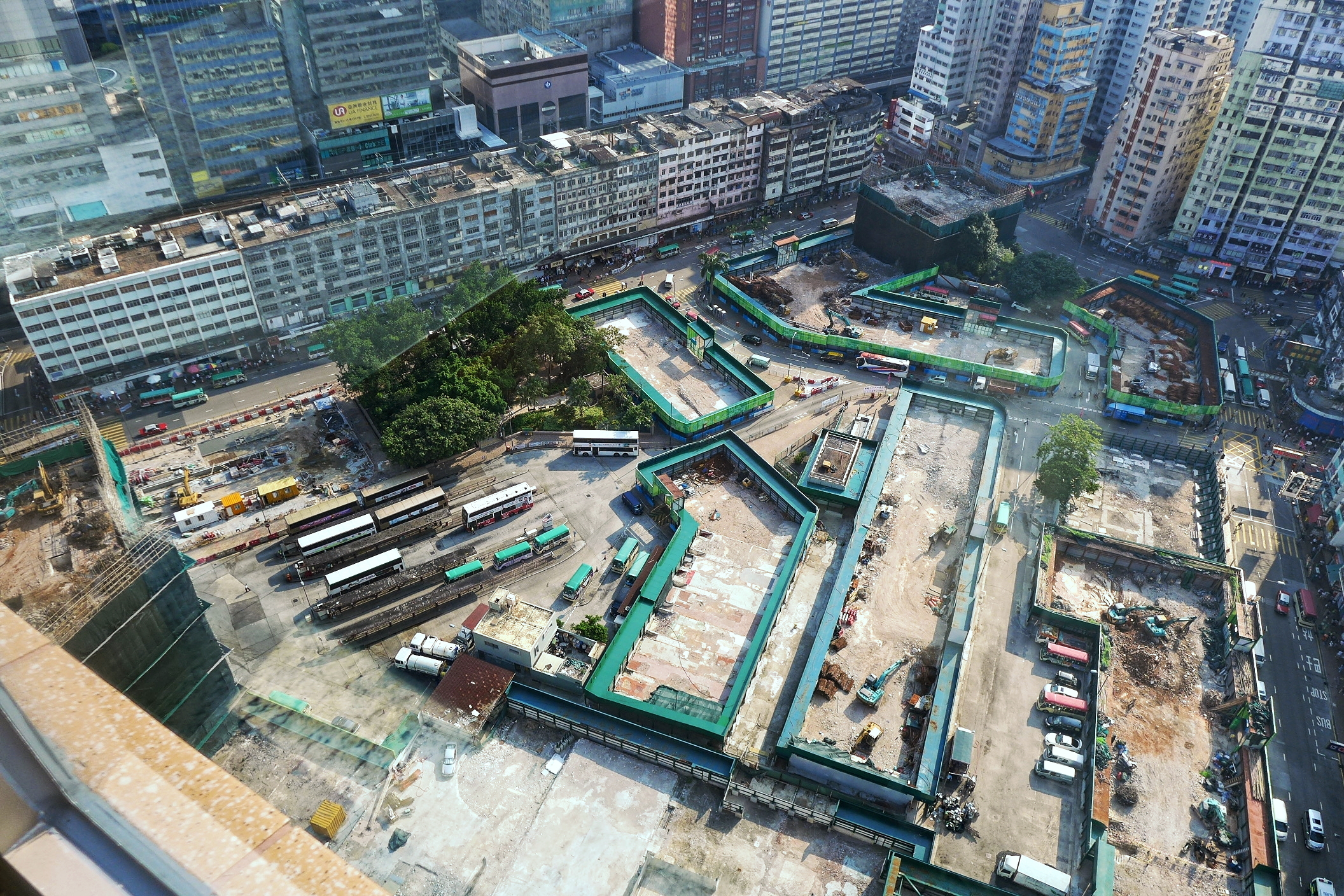
裕民坊一帶大部份範圍的舊樓宇已經拆卸（2014年7月）

觀塘市中心重建項目（英語：Kwun Tong Town Centre Redevelopment Project）是香港歷史上最大規模的市區重建項目，位於東九龍觀塘區觀塘裕民坊一帶，佔地570,000平方呎。觀塘市中心重建項目於1998年由土地發展公司公佈，直至2007年3月，由其演變為的市區重建局就項目啟動法定規劃程序，項目至此正式展開。
觀塘市中心重建項目涉及業權逾1,653個、居民約5,000人，分為5期發展，工程預計耗時約12年。於重建完成後，該帶地段將會變身成為一個集住宅、酒店、商業、休閒用途設施及交通為一體的新地標：全香港綠化率最高的市中心，闢出170,000平方呎土地以保留現時的街舖及市集特色，設有梯間式瀑布和玻璃鵝蛋形社區中心，配合高逾280米的甲級商廈。第一期於2014年完成、第二及三期於2021年完成，其餘兩期則在發展中，預計整個重建項目將不遲於2031年完成。

## 簡介

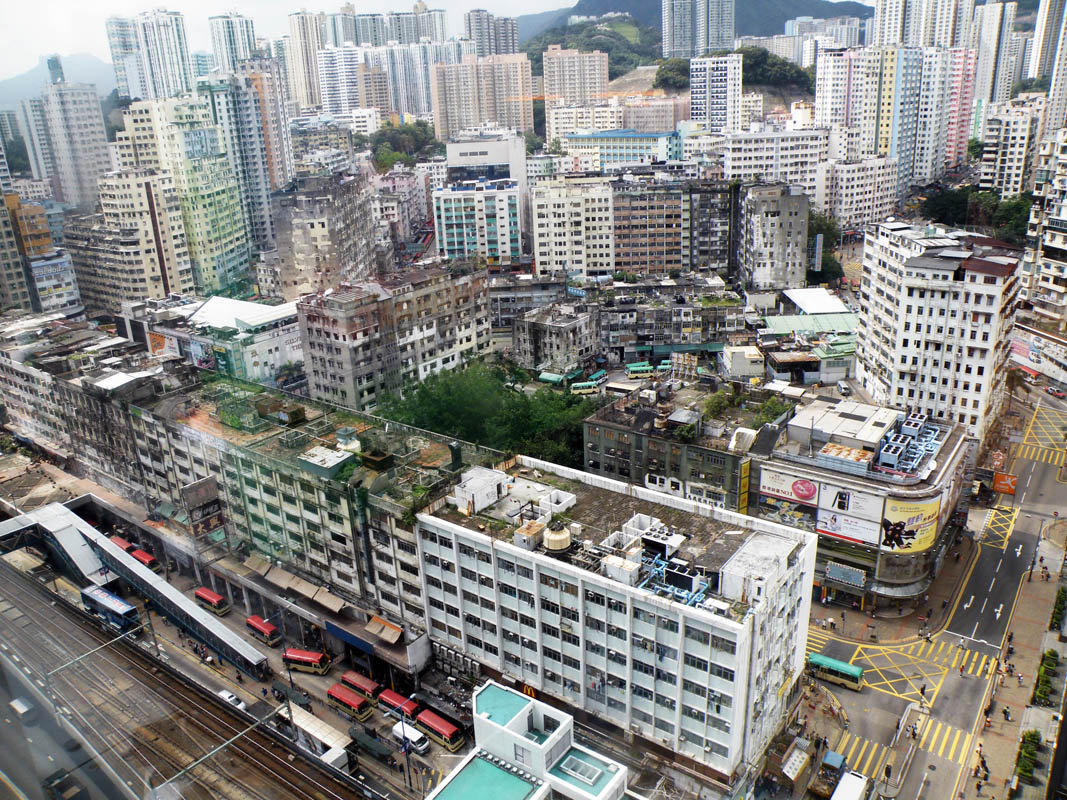
尚未重建的裕民坊一帶（2010年7月）

觀塘市中心重建項目由兩部分組成，分別是主地盤及月華街地盤，地盤面積共53,500平方米。至於主地盤除裕民坊外，範圍還包括北至物華街雙數號，東至協和街，南至觀塘道，西至康寧道，面積大約48,860平方米。主地盤的重建範圍除了私人樓宇、商舖及小販攤檔外，還包括了觀塘（裕民坊）巴士總站、位於同仁街的觀塘政府合署及郵政局、觀塘賽馬會健康院等公共設施。

## 重建方案

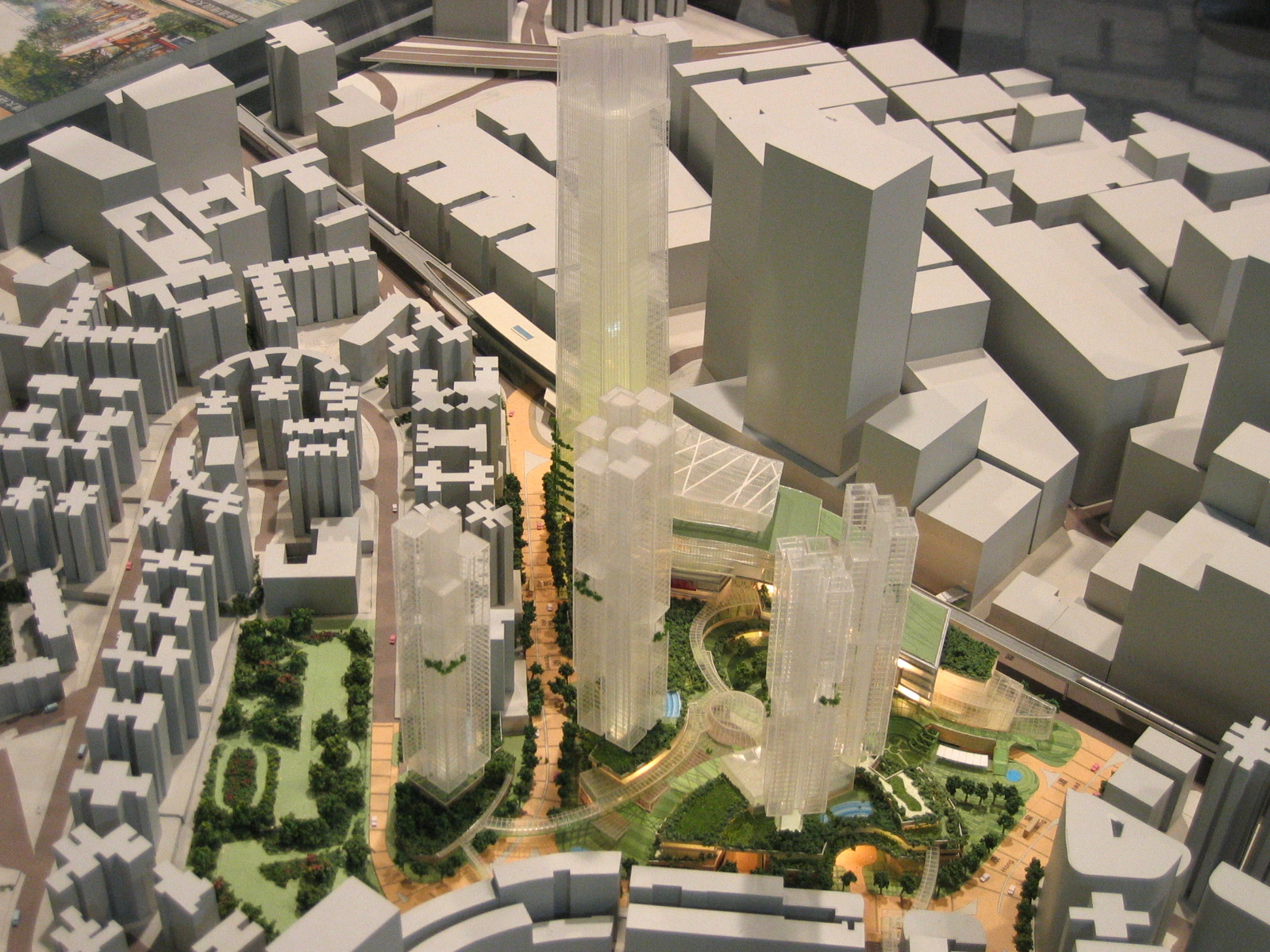
「東九都會」，由王歐陽 (香港)有限公司設計，為勝出方案。

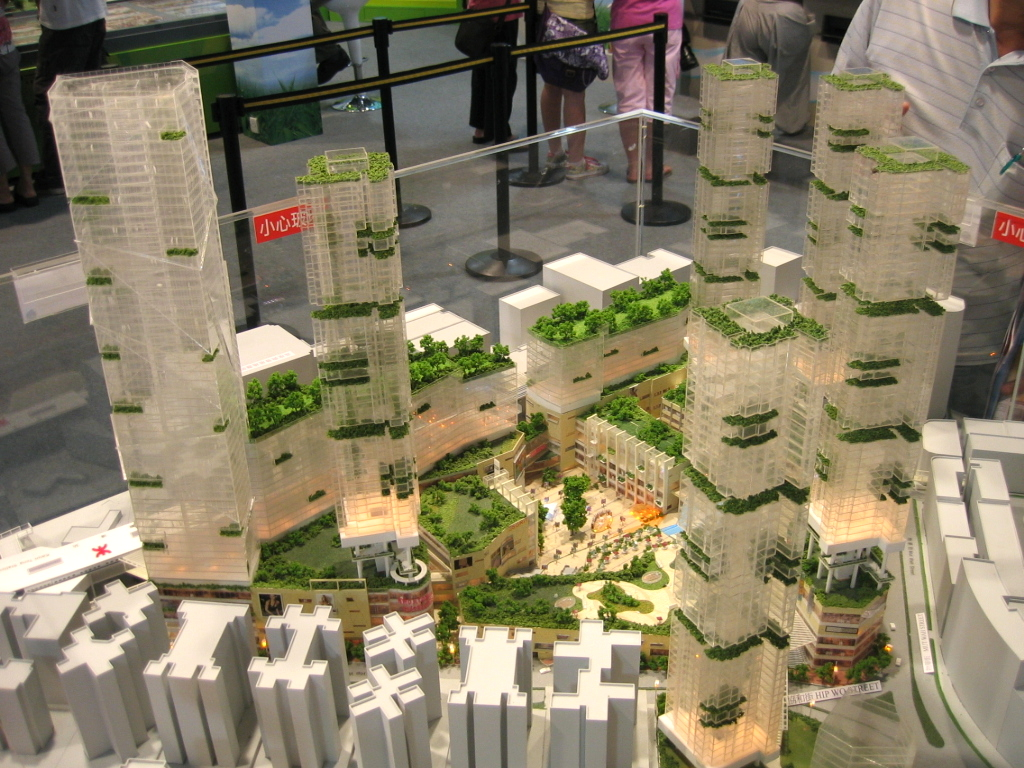
「躍動都會」，由WDA Group設計

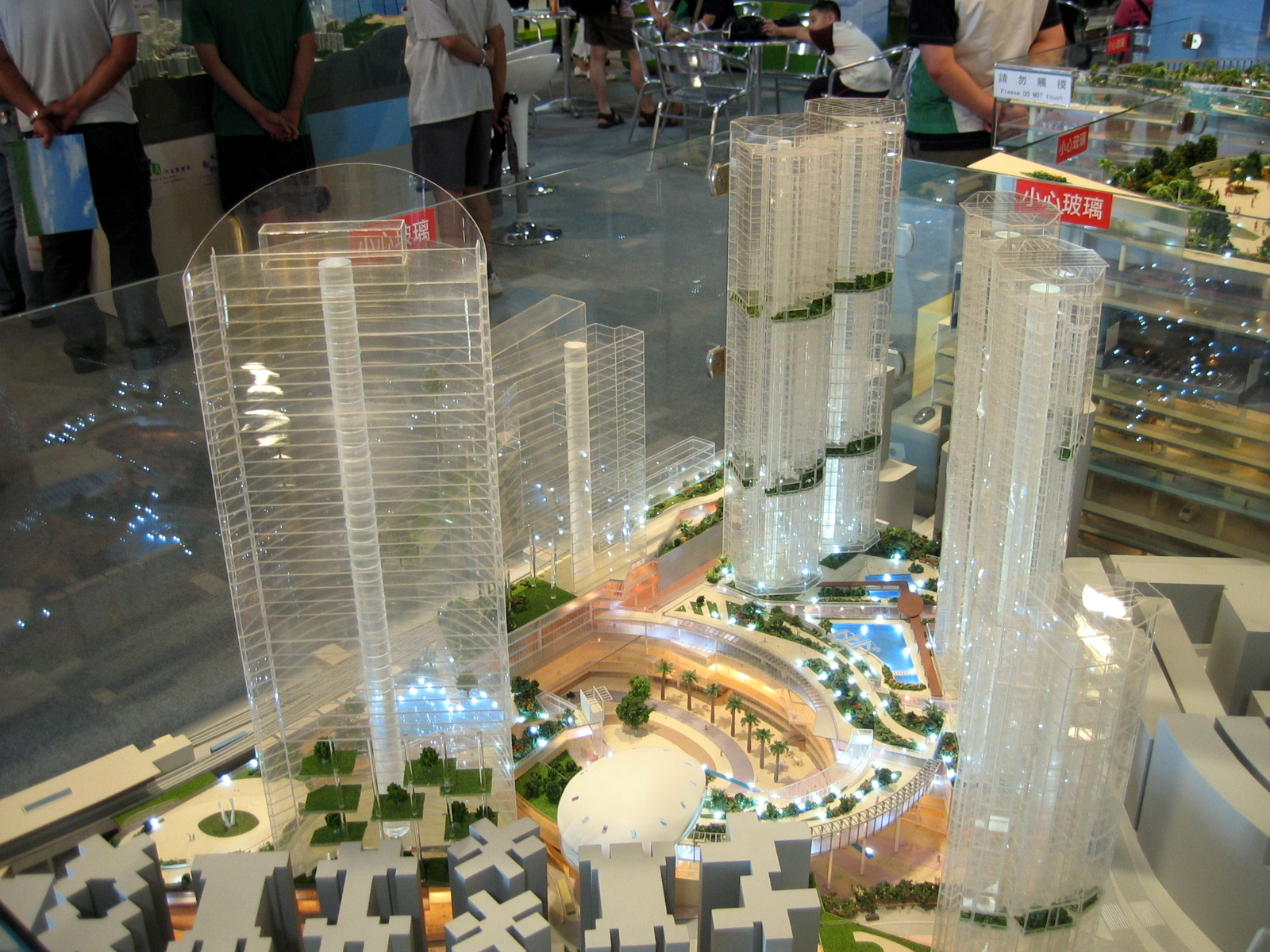
「薈萃觀塘」，由馬梁建築師事務所（香港）設計

市區重建局於2005年至2006年先後進行三輪諮詢，為期18個月。2006年初進行的第三輪諮詢中，由逾100名居民、業主及社區人士提出6組規劃方案。
2006年8月10日，市區重建局根據居民建議，委託建築師顧問公司所提交的三個發展設計概念，展開為期兩個月的公眾諮詢。顧問公司提出規劃藍圖，分別以馬梁建築師事務所（香港）的「薈萃觀塘」、WDA Group的「躍動都會」及王歐陽 (香港)的「東九都會」為主題，建築密度介乎7.89至7.98之間。三份設計皆以裕民坊公園為中心，休憩用地逾20,000平方呎，包括5座30至40層高的住宅大樓，提供約2,000住宅單位，商業樓面面積達250萬平方呎，並且建有地標式大廈。交通方面，為解決觀塘市中心現時人車爭路問題，重建後會興建面積逾160,000平方呎的半地底式的交通總匯，是現時觀塘（裕民坊）巴士總站面積的3倍，而地面則建設為步行街及中央廣場，確保「人車分隔」。居民可以利用行人路和天橋，往來市中心。
設計不採納香港建築常見的「城堡式」，即不將個別屋苑和商業大廈建在一個自成一國的商場或者停車場平台，而是改為以架空行人專用平台，在此公眾空間上將各組建築群以及架空的港鐵觀塘站出口連在一起，並且以梯階式綠化平台連接周邊現有街道。重建後的建築物高低有致，避免形成屏風樓，阻隔氣流和日照。

### 東九都會
王歐陽（香港）集團董事林和起表示，設計特點是把綠化與建築融合起來，是當中擁有最多綠化面積的設計。建築物具穿透性，建築物的中間位置設有空中花園，可以讓遊人觀賞景物，又可以減輕觀塘道的壓迫感，令人沒有被包圍的感覺。

### 躍動都會
WDA Group公司董事總經理周蕙禮表示，「躍動都會」整個設計着重引入天然光及使到空氣流通。例如採用梯田式設計，即一幢有若apm高度的地標建築物，附近再零散興建樓高數十層的酒店或者辦公大樓，避免屏風樓設計，仿似「牆」的效果；而中央一個綠化區，有着地標式大草地和流水瀑布。

### 薈萃觀塘
「薈萃觀塘」設計總監的阮德尊表示，把住宅樓群鄰近觀塘住宅區，而非鐵路站及工廠區，遠離噪音及其他污染。而設有平台花園，空地及空中花園，會有行人天橋與一些社區設施如多用途社區中心、圖書館等及政府合署連接。

## 現有方案
觀塘市中心重建項目於2009年獲得城市規劃委員會核准，但是為了配合香港社會最新發展的需要，市區重建局參照屋宇署於2011年頒布的《可持續建築設計指引》，於2012年改善發展藍圖，擴闊建築物間距以騰出空間，加強通風效果。當中包括建議擴闊面向觀塘道近駿業里的建築物立面的間距，其中一幢大廈更一分為二，以加強空氣流通；而為了避免觀塘道的交通噪音穿越兩幢大廈的空間而影響區內住宅，市區重建局將會於兩幢大樓之間興建隔音屏；屏障以行人天橋形式設計。另外，為了應付《起動九龍東》所帶來的新增人口需要，重建範圍內的觀塘賽馬會診所亦新增70,000呎樓面面積。

### 第1期

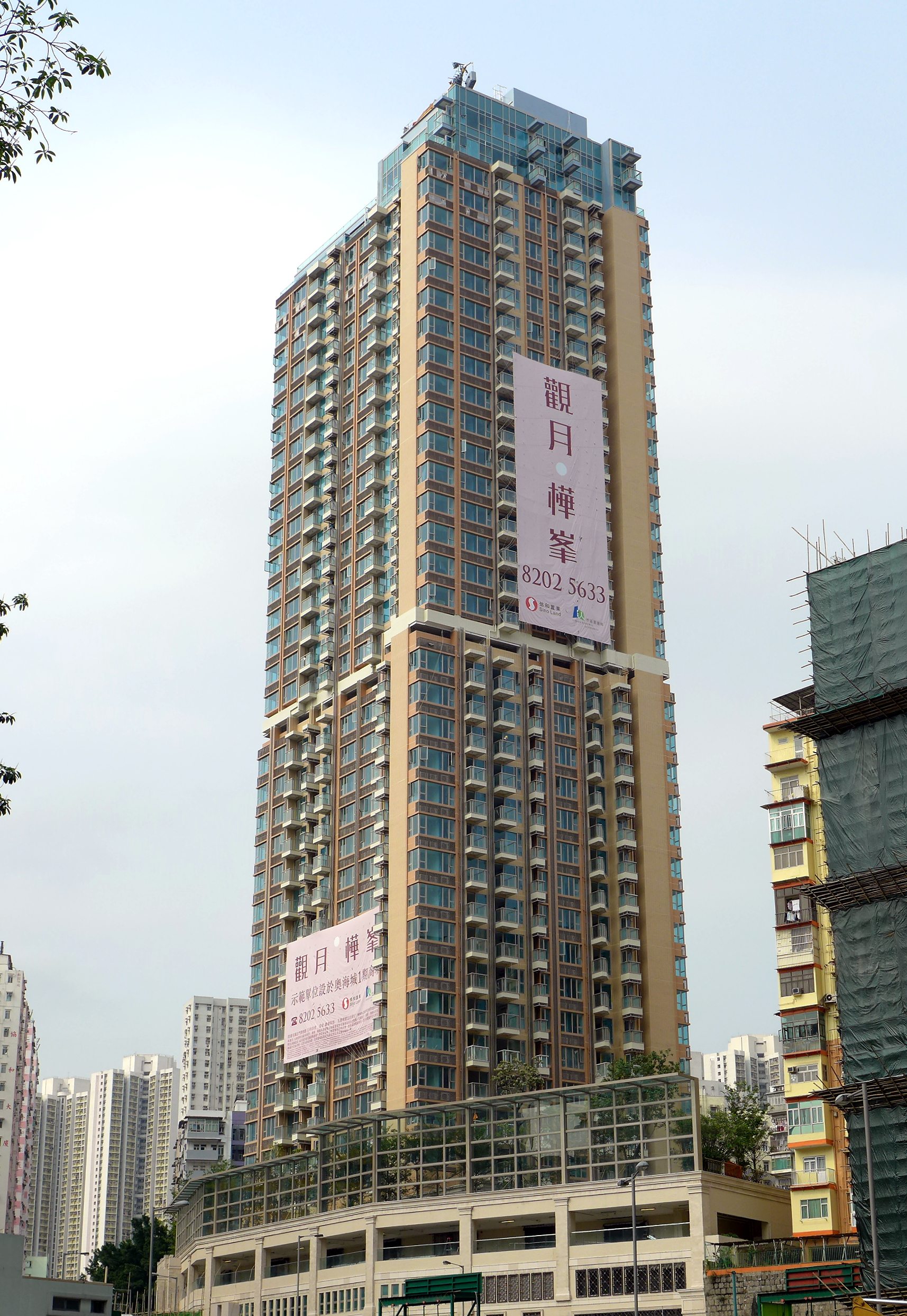
觀月·樺峯

月華街地盤位於月華街及協和街交界，即前觀塘（月華街）巴士總站，地址為月華街8號，面積大約4,640平方米，由王歐陽建築師事務所設計，提供299個單位。月華街地盤項目於2009年由信和置業投得發展，並命名為觀月·樺峯，是整個計劃中最早啟動工程的項目。屋苑地底兩層設新觀塘賽馬會健康院普通科門診診所，並更名為觀塘社區健康中心，已於2015年1月投入服務。

### 第2至3期

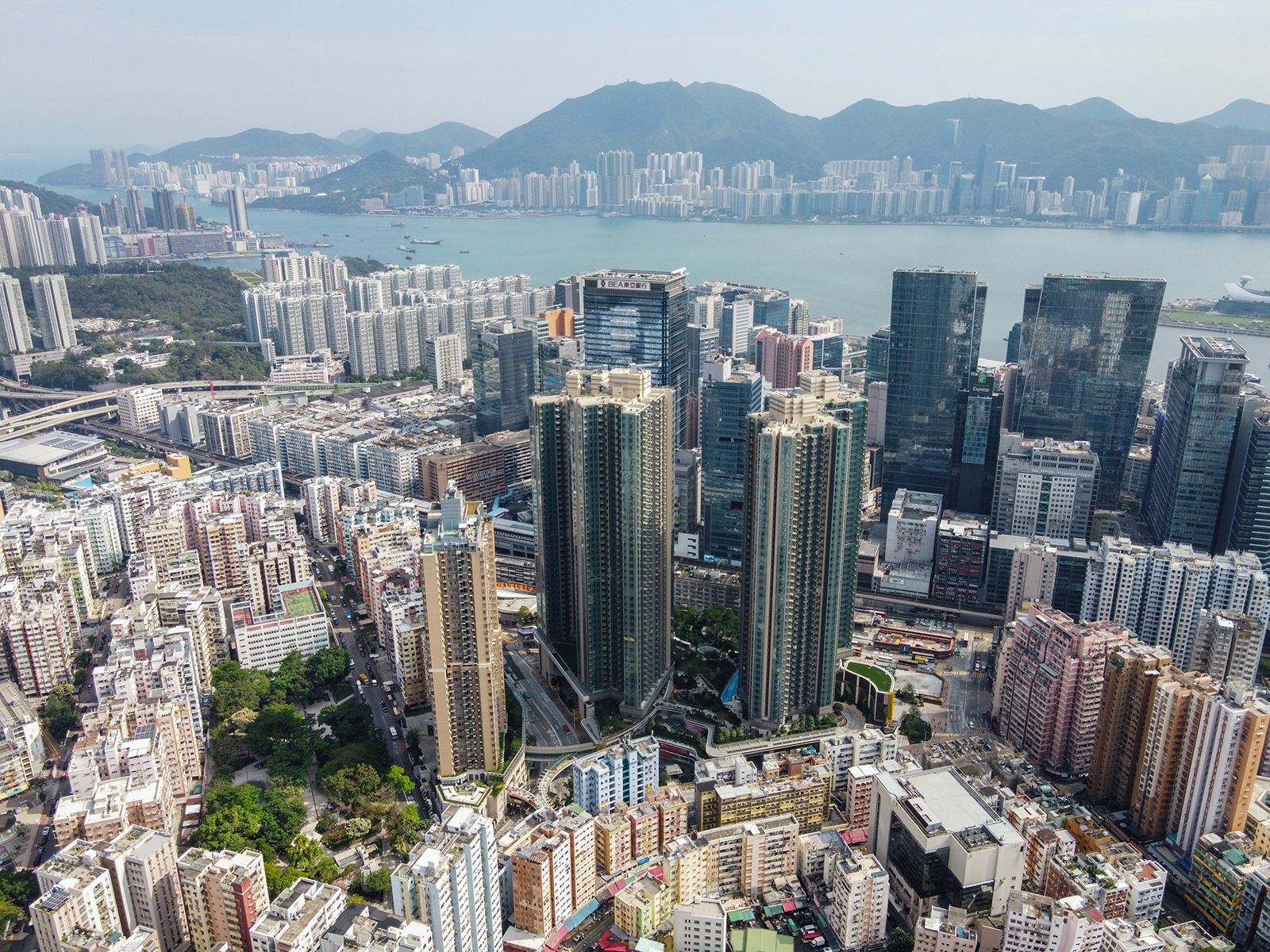
重建項目最高的4座大廈為凱滙（2021年4月）

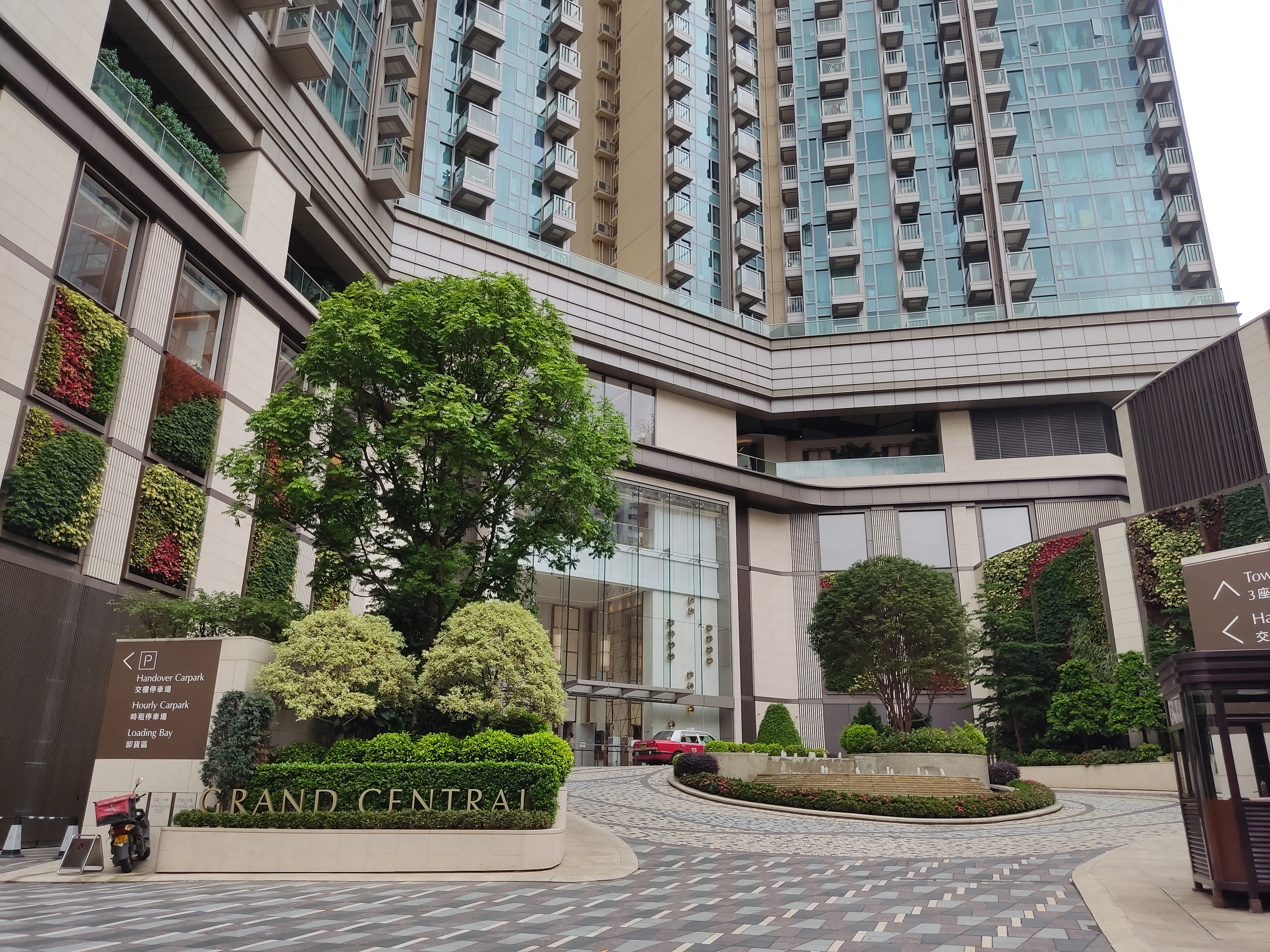
凱滙第一期入口

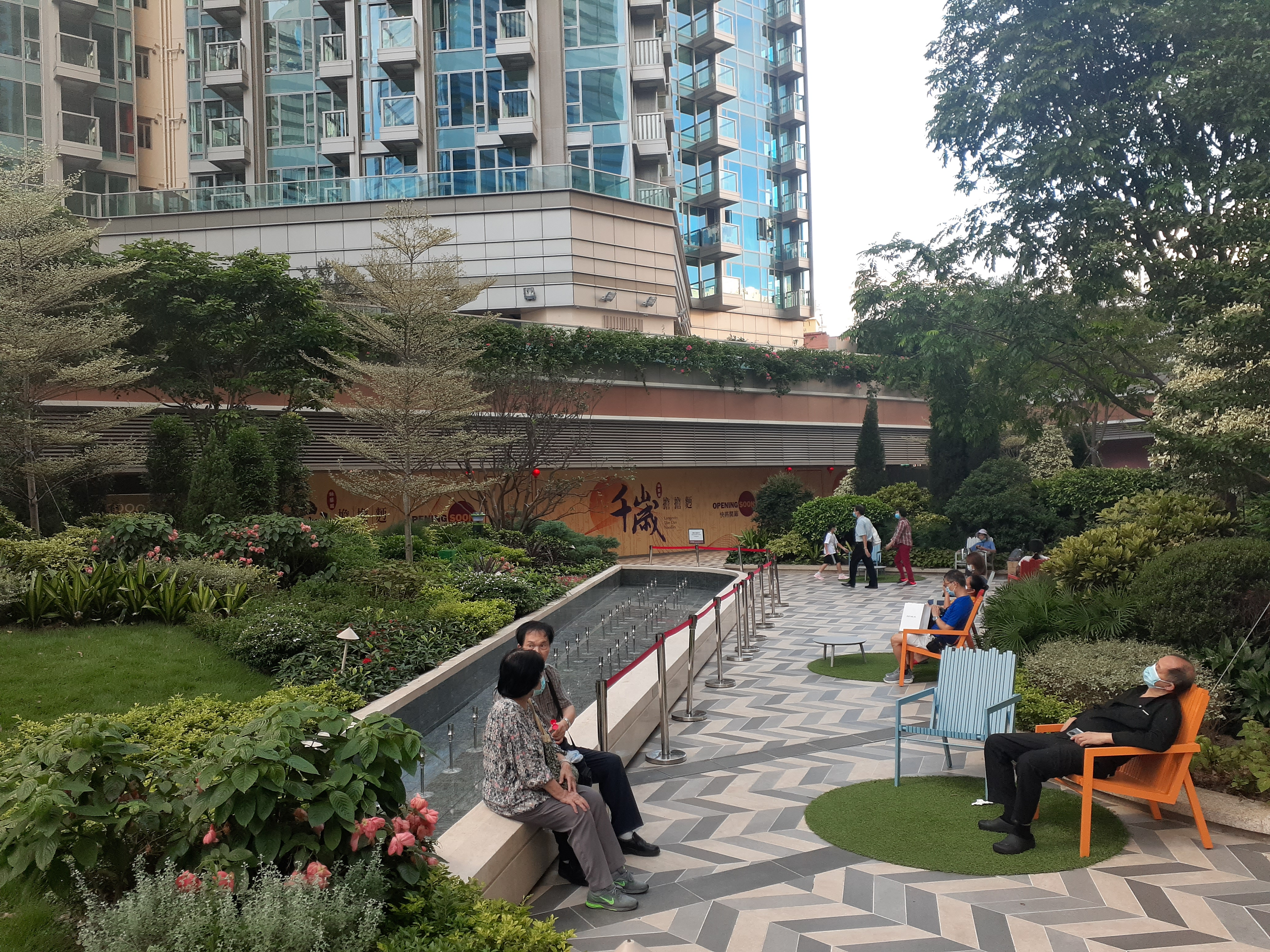
裕民坊商場3樓平台公共休憩空間

觀塘市中心第2及3區為商住發展項目，範圍包括裕民坊、康寧道、物華街及協和街。地盤佔地約23.4萬方呎，除要求興建四幢48至52層高住宅，設1,700伙實用面積600至800平方呎的單位外，基座4層平台上會設有商場、面積達6,400平方米的公眾休憩用地、交通交匯處（地下及1樓）、電力支站（2樓，共六個）、垃圾站（地下高層）及永久的小販市集（地庫一層）等，總樓面逾185萬方呎，預計最快2019年落成，總投資約180億元，由王董建築師事務有限公司設計。其中政府設施將由市建局負責興建，涉資約17億。市建局於2014年2月24日邀請有興趣參與的發展商提交合作發展意向書。
市建局在4月8日共收到15份意向書，除了四大發展商新地、恒地、長實及新世界外，亦吸引一班中大型發展商，例如信置、會德豐、南豐、麗新，近年於香港覓地發展的內房企龍頭萬科（香港），亦有派代表到場交意向書。
2014年5月20日，市建局宣佈，邀請10家發展商入標競投合作發展觀塘市中心重建計劃第二、三發展區。包括長實、鷹君、恒地、嘉里、南豐、新世界、信置、新地、太古地產及會德豐入標競投合作發展。早前有入意向的內房龍頭萬科、麗新發展及K＆K Property則被踢出局。消息指，市建局要求發展商出價最少達80億元，分紅比例由發展商建議，建成後需要將商場及公共設施交予政府，涉35萬方呎，政府會給予發展商18億元，近150萬方呎住宅樓面則由發展商擁有。預算總投資額約達180億元，即使扣除該局提供最多約18億元，發展商也要負擔逾160億元投資額。
2014年7月29日，市建局宣佈因4間發展商入標價遠低於項目「入場費」80億元，加上發展商在招標期間，曾就觀塘市中心住宅項目的巨型商場平台、及公共交通交匯處工程，表達不少意見，擔心工程風險造成上蓋建築期延誤，從而引發超支問題，令當局無法接受，宣布流標收場。
故第二輪招標將修訂項目相關工程的延誤風險條款，包括放寬原來計劃全部興建600至800方呎大單位規定，容許發展商「拆細」單位，回應市場對上車單位需求，以減低中標發展商面對的不明朗因素。
有份入標的會德豐地產，主席梁志堅認為，項目是次流標原因仍未清楚，可能發展商提供的標書內容與市建局的要求有距離。
2014年8月5日，市建局宣佈邀請十家符合要求的發展商，按已修訂的條款重新入標競投。招標條款中，刪去80億元的入場費，由財團自行出價；至於項目的單位類型，亦可以與市建局商討，增加細單位的比例，以便符合市場需求。另一方面，亦有財團指出，市建局要求發展商必需在56個月內，為該局建好包括商場及公共交通交匯處等的2層平台設施，之後才興建住宅部分過短，所以今次市建局延長興建平台的時間至72個月。由於今次市建局為項目「開綠燈」，市場預期項目會獲不俗的反應。截標日期為8月26日。
2014年9月1日，市建局宣佈由信和置業及華人置業合組的財團溢順投資有限公司成功投得項目。其中信置佔9成股權。市傳中標價僅約60至70億元，估計每呎地價不足5,000元。
2014年9月22日，信置營業部聯席董事田兆源接受訪問時指，正委託建築師樓修訂圖則，稍後會申請項目單位數目，增加11%至2,000伙，即單位面積將會有所縮減，8成會屬於兩房及3房單位，當中兩房單位面積約500平方呎，而3房則約800平方呎，估計最快3年後可預售樓花。信和表示項目將為九龍東及觀塘區正中心之最尊貴項目。落成後將連接港鐵站、未來觀塘新市中心發展區及大型商場。項目亦會採用綠色生活為發展概念，除了公共交通配套外，在物料、設計上亦會採納環保元素，盡量多自然通風及採光。
2015年9月，市建局提交最新提交修訂方案，地盤總面積498308.6方呎，可建總樓面401.9萬方呎，住宅佔149.5萬方呎，第2、3期發展區新方案擬建4座高39至43層住宅大樓，提供1999伙單位，另商用樓面約36.1萬方呎，計劃提供單位數目較原來1869伙增約7%。另新方案平均單位面積由796.5方呎減至753.48方呎，單位面積原由570方呎至1248.6方呎，減至新方案介乎355方呎至1098方呎，減幅由12%至38%不等。整體車位供應亦減少，新建議提供980至1310個私家車泊位，較舊方案1140至1650個，最高減21%。
2017年7月3日，華營建築中標位於新九龍內地段第6514號的觀塘市中心第二及第三區住宅綜合發展項目平台工程。項目樓高9層，包括2層地庫及7層平臺（內含商場、停車場、會所、垃圾站、永久的小販市集、公共交通交匯處及道路改善工程等）。合約金額11.507億港元；合約工期753天，合約期2017年7月10日至2020年3月
2018年2月8日，華營建築中標位於新九龍內地段第6514號觀塘市中心第二及第三區住宅綜合發展項目之上蓋發展項目。項目包括4座住宅（第1、2、3及5座，分別樓高48、52、50及49層）。總建築樓面面積約163,000m²；合約金額31.55億港元，合約期2017年7月10日至2020年9月
2018年6月28日，信和置業公佈項目命名為凱滙（Grand Central），項目由4幢物業組成，分兩期發展，共提供約1999伙單位。第1期佔1024伙，2期佔975伙，項目11月29日獲批預售樓花同意紙，預計關鍵日期為2021年4月30日，並在同月5日公布—期首張205伙價單，6日開放位於尖沙咀中心展覽廳，項目分别在12月11日和18日進行首輪和次輪銷售合共出售871伙，套現逾106億元，打破信和及市場紀錄。18日上載二期價單，首推共208伙，市值31.3億，入場費682.18萬元

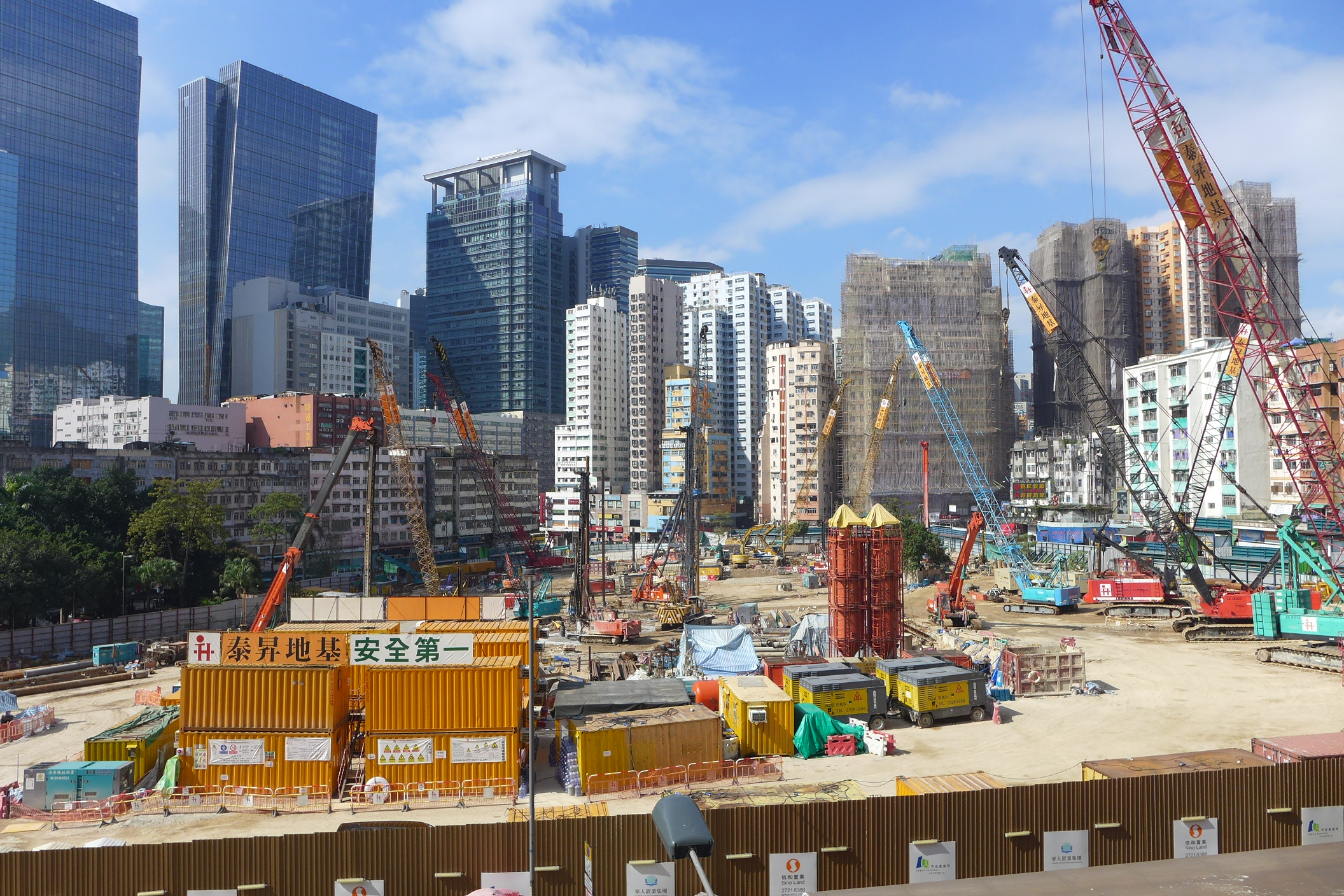
觀塘市中心第2及3區地盤（2015年11月）
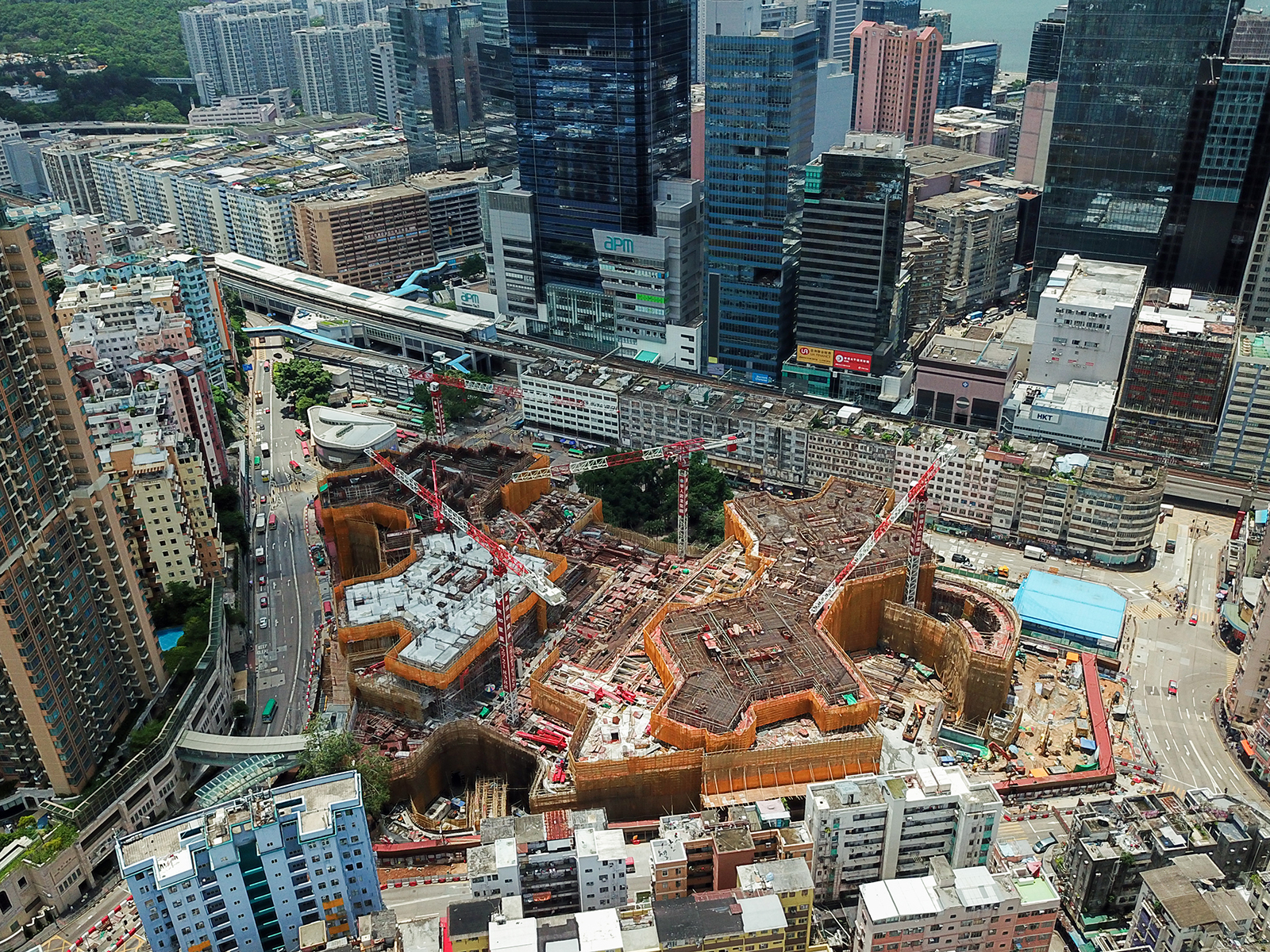
凱滙地盤（2018年7月）
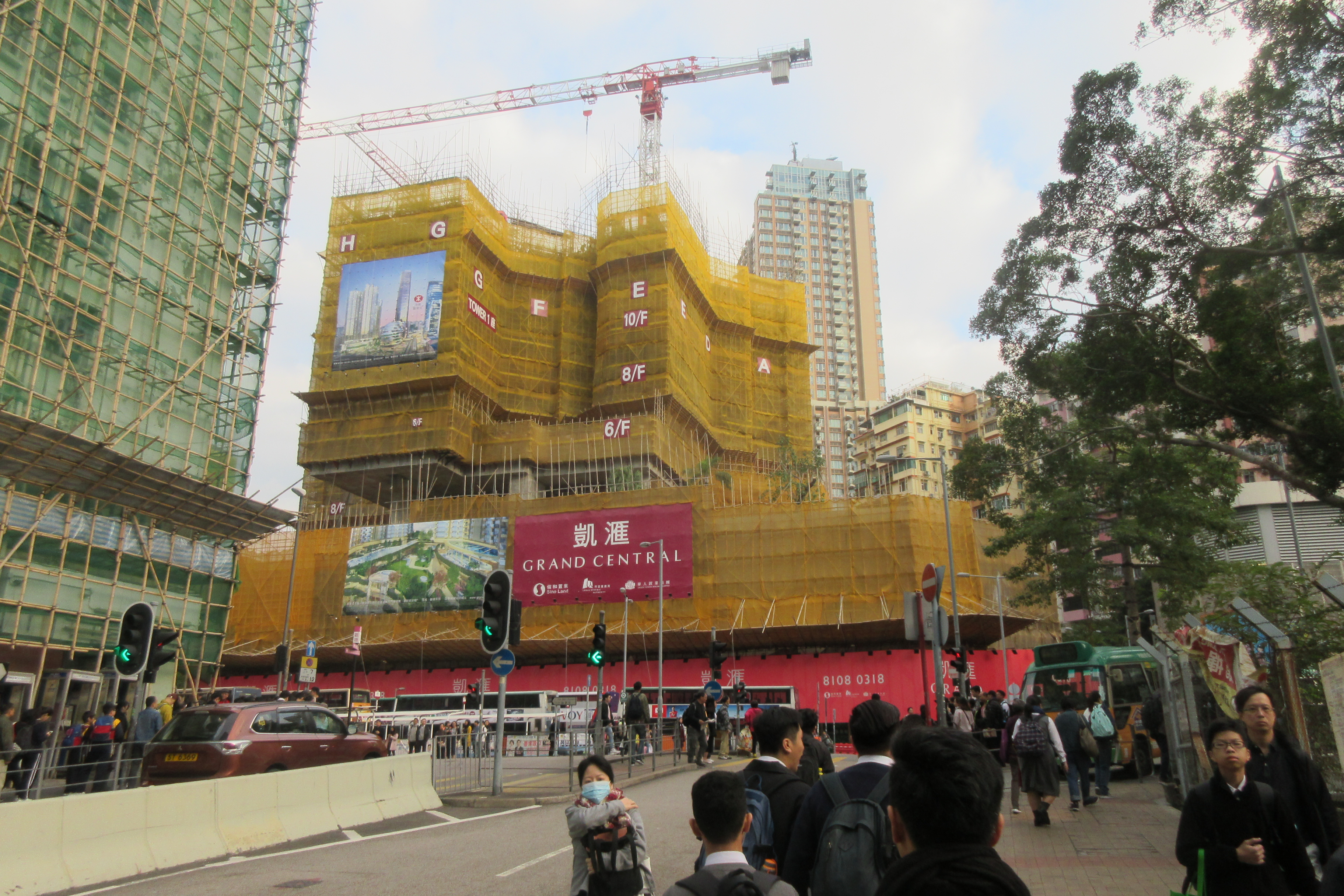
凱滙地盤（2018年12月）
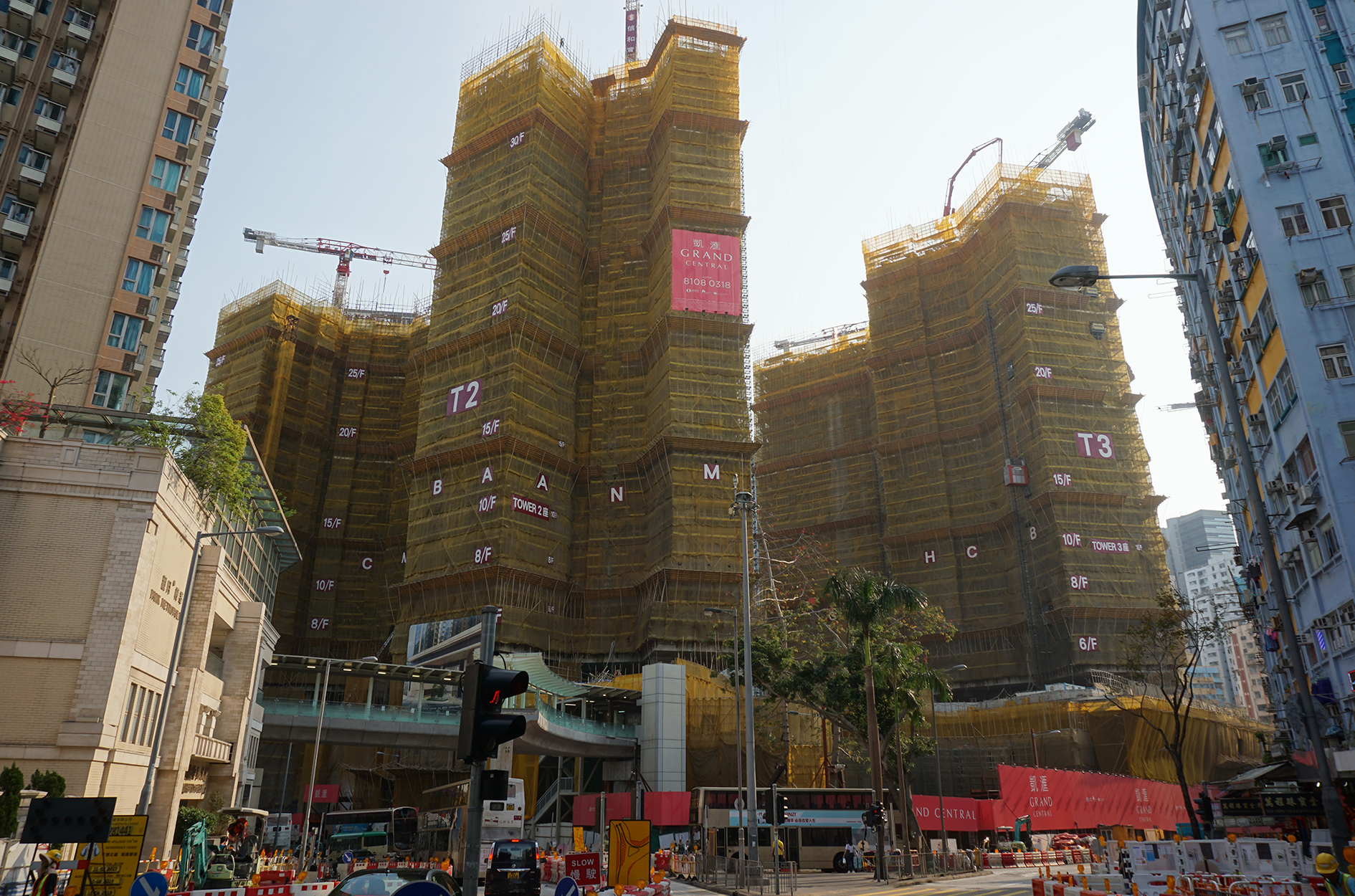
凱滙地盤（2019年4月）
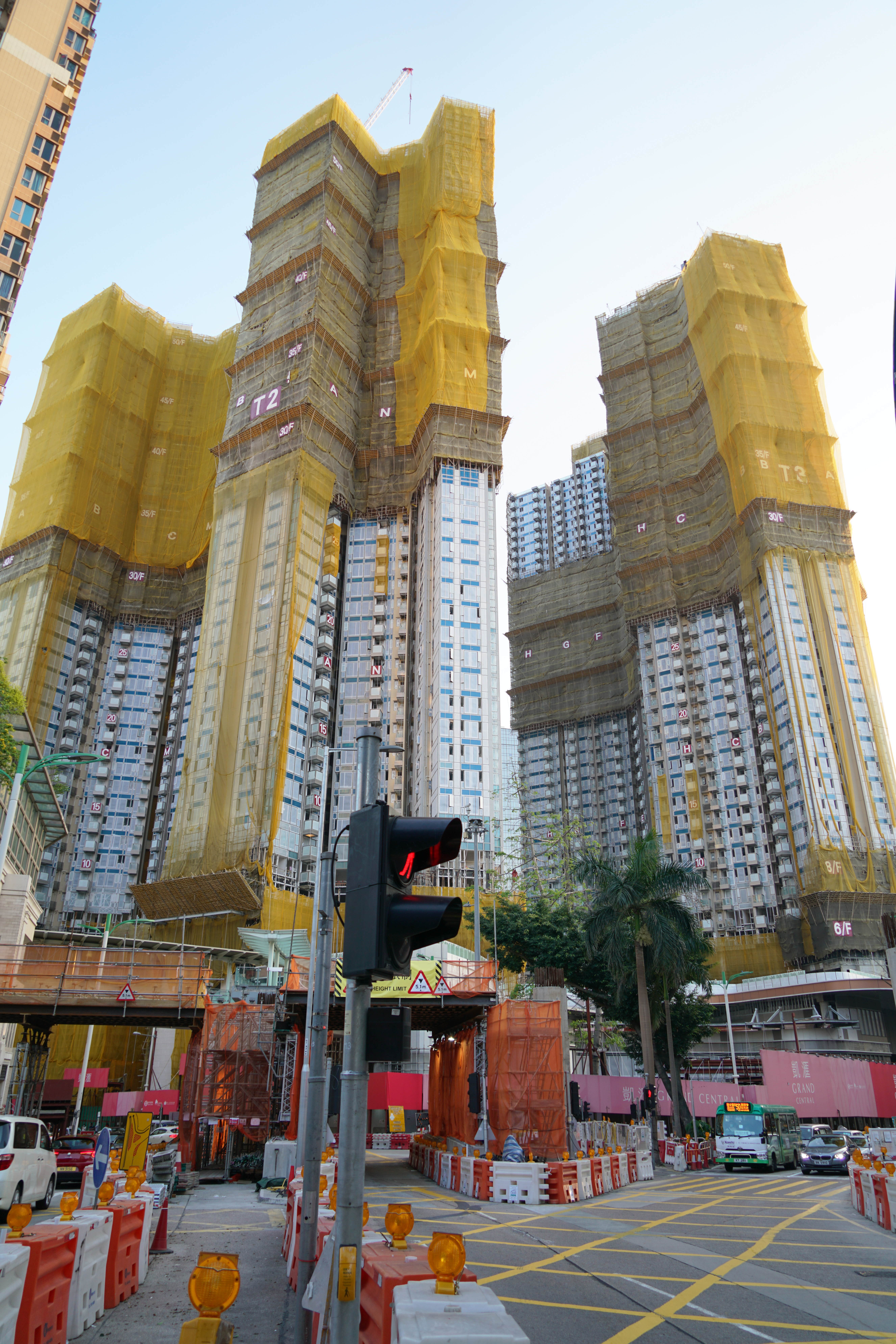
凱滙地盤（2020年4月）

2021年，基座商場玻璃貼上「裕民坊」名字及標誌。同年2月，市建局公佈商場特色市集名為裕民里。
2021年3月，市建局公佈凱滙基座商場正式命名為「裕民坊Yue Man Square（YM²）」，項目連同公共設施，總面積逾35萬方呎，商場內将設有「裕民里（Yue Man Lane）」及「裕民市集（Yue Man Hawker Bazaar）」，更設有全港首個室内空調智能公共運輸交匯處。此外，商場除覆蓋5G無線網絡及免費提供Wi-Fi 6高速上網服務外，亦引入多項智慧科技設施，包括人工智能空調系統、防疫消毒設施機械人、整合實時商場洗手間及育嬰室使用狀況的電子顯示屏等。
2021年4月1日和2日，商場地下和1樓，以及裕民坊公共運輸交匯處，分別正式對外開放。
整個項目自2018年12月開售至2021年5月28日，兩期合共累售出1789伙，套現逾227億元，

### 第4至5期
第4及5區位處政府合署及裕民大廈一帶，將以商業發展為主，地盤面積為275505平方呎，樓面面積達2165932平方呎，計劃作零售、辦公室及酒店用途，可興建約400間套房；而樓面將達104.1萬平方呎的商場，規模將比apm商場還大，成為區內最大商場。
2017年3月，由於當局/市區重建局未完全收購第5發展區——裕民坊內的全部業權，為了讓項目可如期完工，當局建議將第4及5區分拆發展。當局同時建議將港鐵觀塘站建造平台，將出口伸延至地標大樓內，由原本一個大平台連接兩座大樓，轉為兩座獨立大樓，包括一座包含零售樓面的商業大樓，及另一座中密度的綜合政府辦公室/商業大樓。建築物高度將由主水平基準以上260米增至285米，層數增至60至70層，整個項目商業樓面合共約121萬方呎，比之前方案略增5千多方呎。不過新發展方案將靠近觀塘道的政府辦公室及零售鵝蛋形建築物的特色設計消失，而公眾休憩用地及綠化空間亦刪除水景設計，改為平實設計。
到2022年3月，項目原定進行招標。不過因項目引入「浮動規劃參數」後而招標日期押後招標日期。到同年7月市建局向城規會遞交申請，容許發展商可以彈性分配商業、辦公室、酒店設施樓面面積，當中酒店部分可以放棄興建。到同年8月10日邀請有興趣參與的發展商及財團提交合作發展意向書，截收意向書日期為9月7日中午。
到截收發展意向書當日共接獲24份意向書，包括長實、新地、恒基、信和、會德豐地產、鷹君、華懋、遠東發展、中國海外和多間不知名財團。不過到2023年1月11日截標當日，只接獲一份標書。新地接受媒體查詢時指以獨資方式入標。到同年2月2日，市建局公佈收回有關的招標項目，代表流標收場。
2023年12月，市建局將部分範圍土地作臨時及短期活動用途，當中包括提供兒童遊樂設施的「自由空間」及三人籃球場，其餘地方會展示藝術設置。其中遊樂場部分曾經獲得「DFA亞洲最具影響力設計獎」的空間設計銅獎。不過設施落成不足一年，空間到2024年11月18日已經關閉，其後部分設施亦拆走，引起網民批評。市建局將兩個籃球架及部份兒童遊樂設施捐贈予房屋局轄下的簡約公屋項目。
2025年6月初，市建局表示會為項目推出發展促進服務，當中包括修改招標條款以作重推。局方同時與香港科技大學簽署合作備忘錄，通過購置或以其他方式，將非住宅樓面作為校外教研空間。

## 發展計劃的時間表

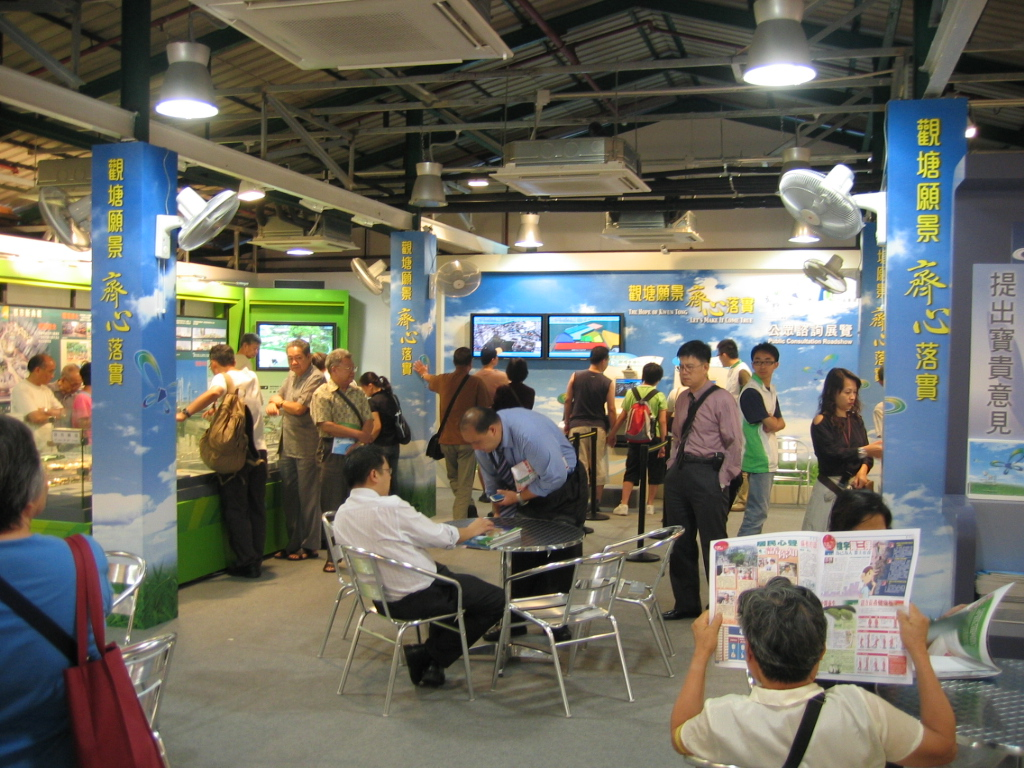
市區重建局於2006年8月舉行觀塘市中心重建公眾諮詢展覽

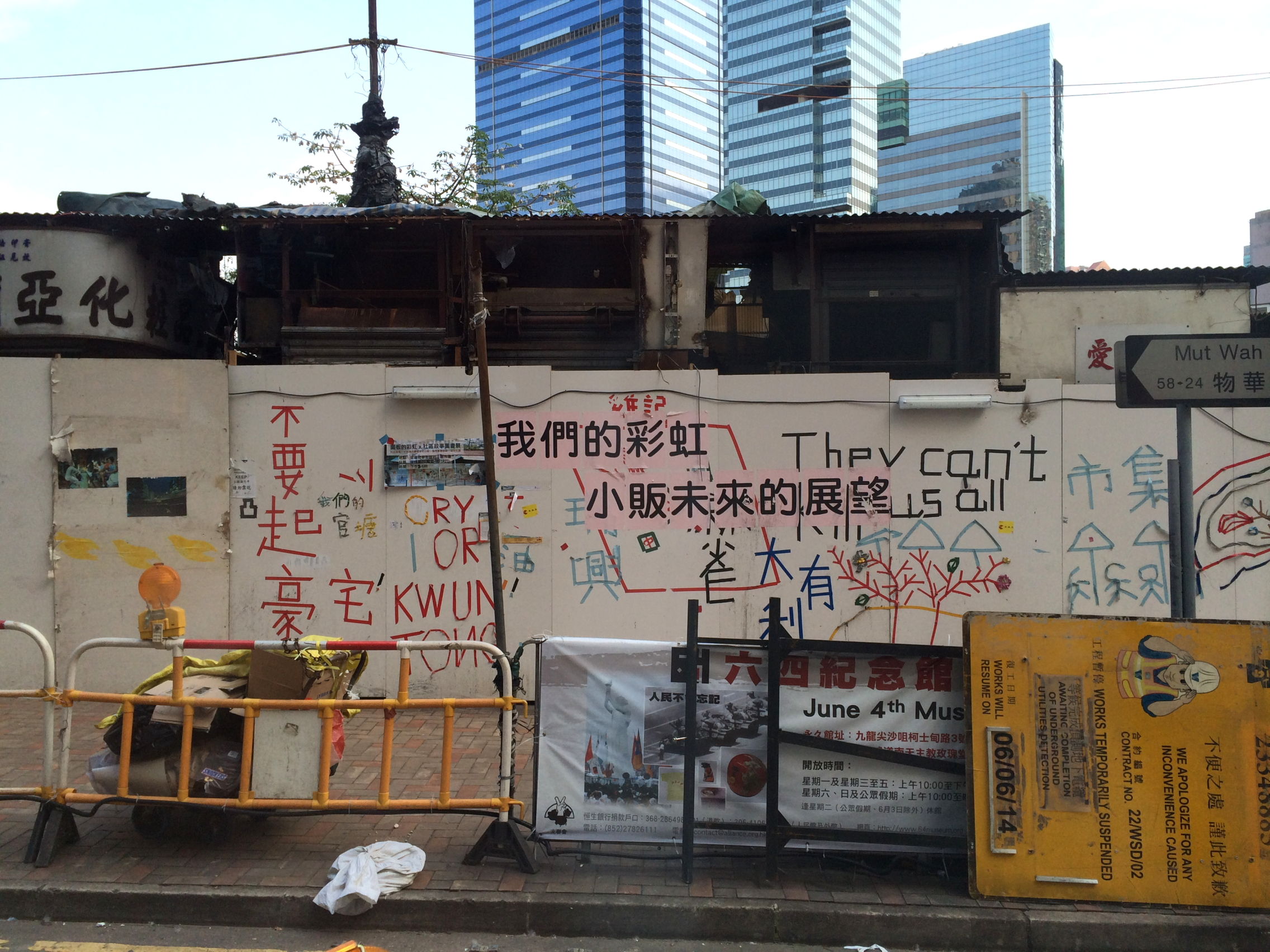
有觀塘街坊透過藝術批評重建項目只興建豪宅及大型商場，未能夠改善基層的社區生活（2014年5月）

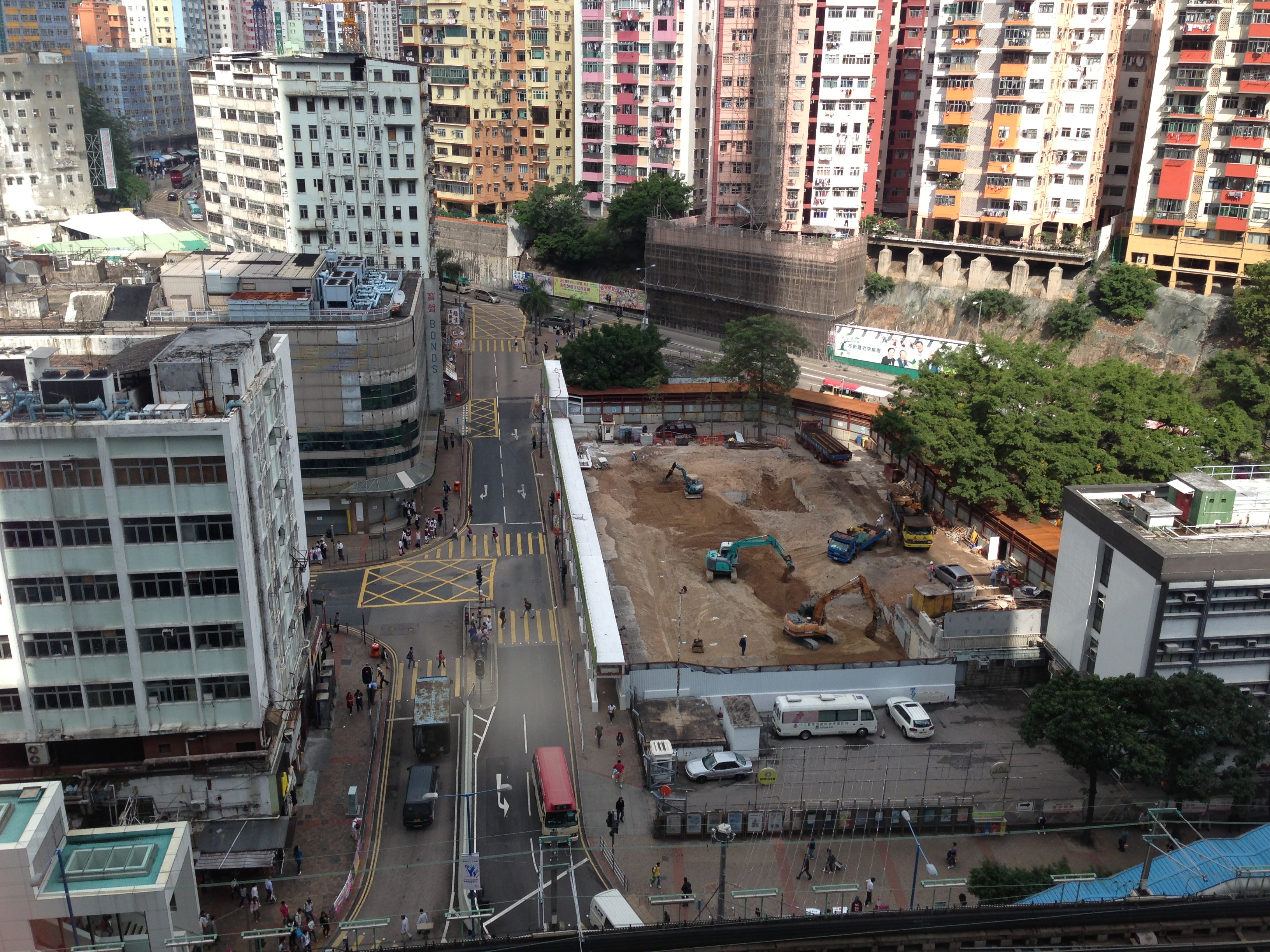
被拆卸的觀塘政府合署（2012年11月）

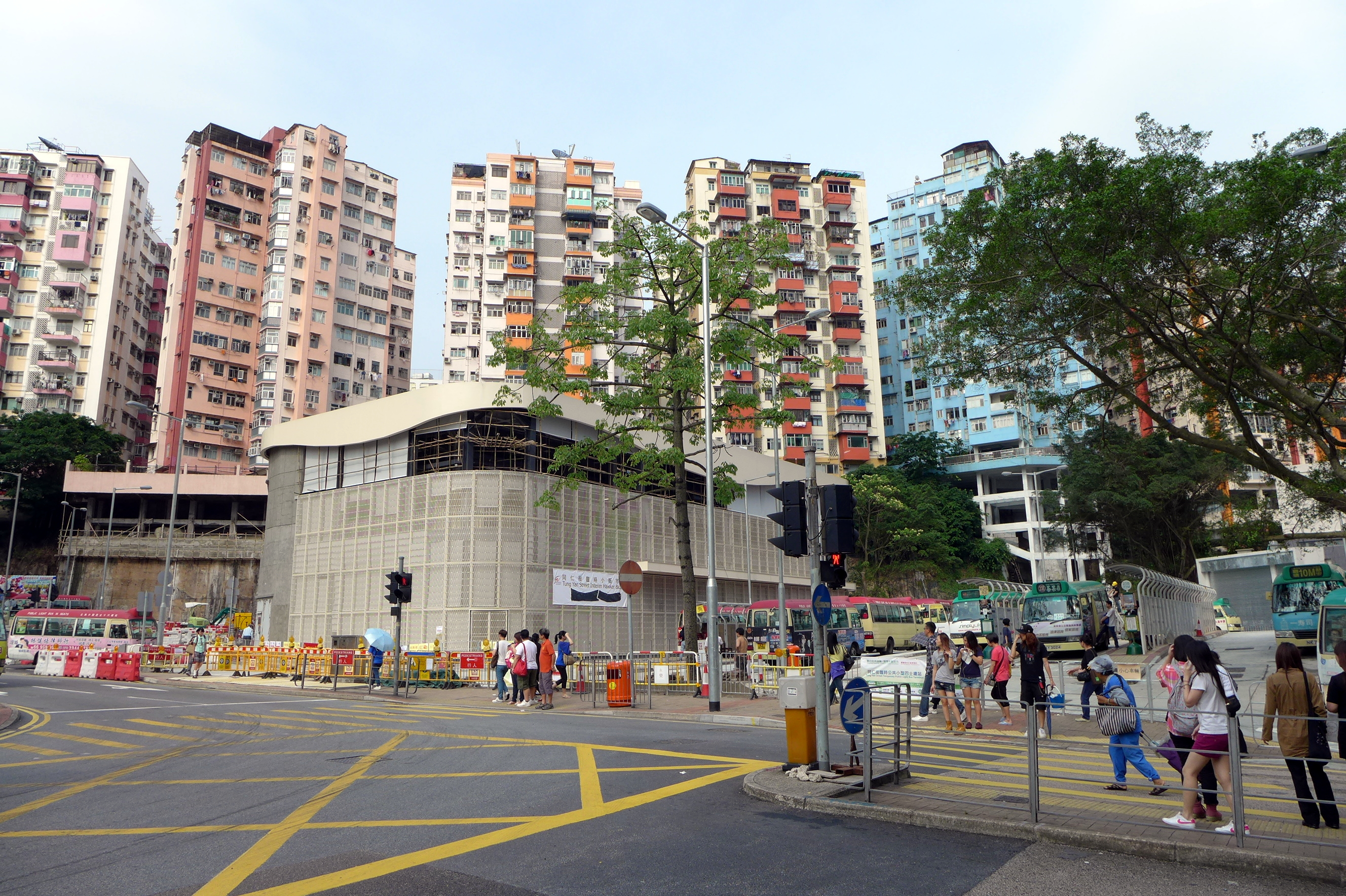
同仁街臨時小販市場（2014年5月）

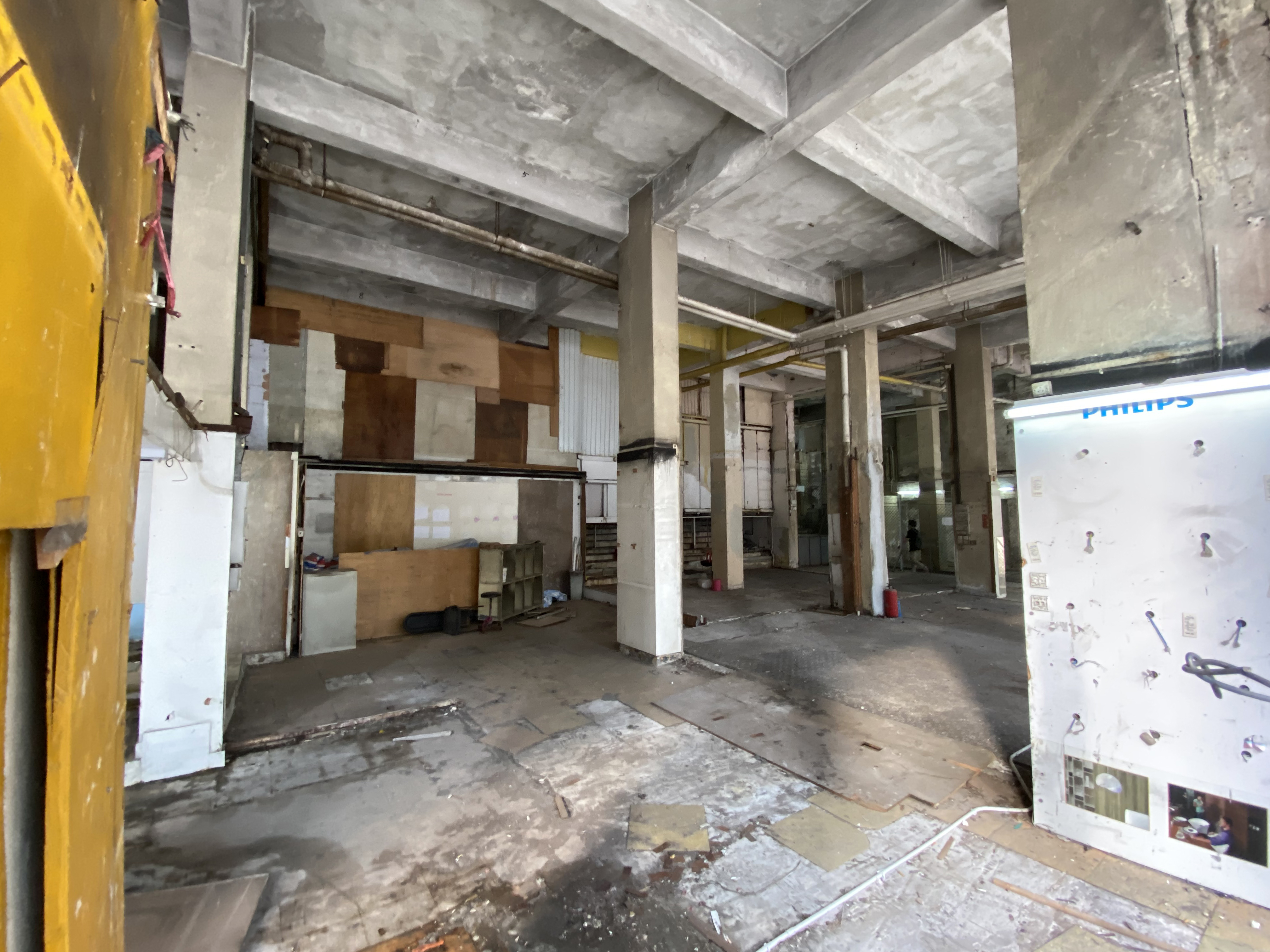
市建局收回裕華大廈地面舖位後，可見有一個大型的空間和大樓梯（2020年9月）

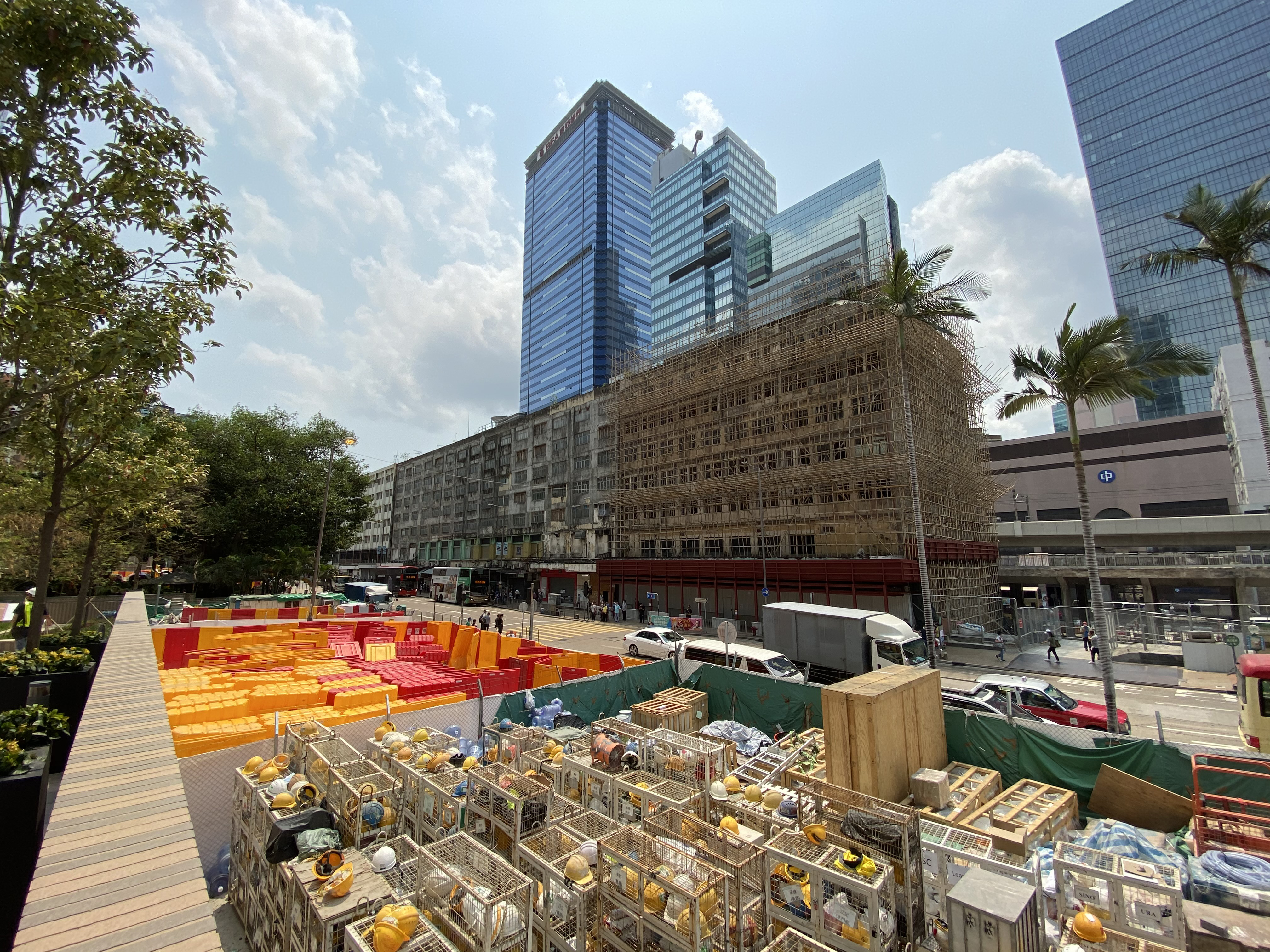
觀塘裕民坊餘下的大廈正進行清拆（2021年4月）

- 1998年，市區重建局的前身土地發展公司曾經公布，但是只是願望階段。
- 2006年1月14日，市區重建局舉辦了工作坊， 逾百位來自觀塘有關的不同界別人士參與腦力激盪法，包括受到影響的觀塘街坊、社區領袖、商人、規劃師、建築師、社會工作者和入圍的三家建築顧問公司等。
- 2006年4月19日，出版期刊《觀塘路》30,000份，期望《觀塘市中心重建計劃》有高透明度，加強市區重建局與觀塘社區之間的了解 [23]。
- 2006年8月，重建觀塘市中心的設計概念模型展覽，通過路演，收集公眾對發展藍圖的意見[24]。
- 2007年3月前，向城市規劃委員會提交規劃。
- 2007年3月30日，市區重建局正式啟動《觀塘市中心重建項目》[25]。
- 2008年3月14日，城市規劃委員會已經考慮有關申述及意見，決定不會就觀塘市中心主地盤及月華街地盤發展計劃圖提出修訂。
- 2008年5月5日，市區重建局宣布斥資逾300億港元，分期重建觀塘市中心，並且一次過收購物業，估計有1,646名業主受影響；新項目預計於2021年落成，提供逾200,000及150,000平方米的商業及住宅樓面。
- 2008年12月29日，市區重建局展開物業收購[26]。
- 2009年7月12日，九龍巴士26M線率先遷離受到重建影響的觀塘（月華街）巴士總站，揭開《觀塘市中心重建項目》的序幕，其餘5條原於月華街巴士總站的路線亦於2009年7月19日（3D、16M）及2009年8月9日（17、89、89X）遷出。觀塘（月華街）巴士總站將會作為發展重建中首項發展項目，佔地約4,326平方米。預計項目完成後會提供總樓面面積約27,830平方米的用地作為住宅及政府/團體/社區設施用途[27]。
- 2009年10月18日，市區重建局宣佈信和集團以逾每呎樓面地價7,000港元力壓其餘7家財團奪得月華街巴士總站住宅發展項目[28]。
- 2009年10月23日，市區重建局以2.18億港元向邵逸夫家族購入觀塘裕民坊51-63號寶聲娛樂城。
- 2009年11月11日，市區重建局以3.258億港元購入恒生銀行持有裕民坊70至74號（麥當勞以下）自用多年的舖位，以該舖面積2,000方呎計算，成交呎價達163,000港元，成為重建項目中的「舖王」。恒生於1969年以128萬元購入該舖，獲利近3.245億港元，物業大幅升值近254倍。
- 2009年11月11日，市區重建局以1.71億元購入霍英東家族持有裕民坊64至76號裕民大廈1樓、裕民坊76號及76A號地下麥當勞舖位。霍家近數個月，先以72,048,000港元向市區重建局出售裕民坊大廈2至5樓住宅，及後以2.4億港元出售一批舖位。
- 2009年12月5日，市區重建局以437,499,300港元購入裕民坊一號的滙豐自用的全幢物業
- 2010年1月26日，市區重建局以172,398,000港元收購Tsui Chak Company Limied持有裕民坊14-24號裕民大廈一樓4至5號，及裕民坊26-32號國泰大樓地下C號鋪。上址租客為美心集團，每月租金逾550,000港元。
- 2011年3月3日，市區重建局收購天行旗下利豐行金融其下的觀塘協和街79至91號及物華街50至58號中南樓地下B及C號舖，作價69,777,000港元。
- 2012年5月8日，市區重建局以5.87億港元收購冠華鏡廠許銘及有關人士持有觀塘輔仁街88至90號銀都戲院大廈南面地下及1樓全層，原由渣打銀行租用，物業每層樓面約3,000方呎，合計約6,000方呎，以收購價5.87億港元計，呎價約98,000港元。輔仁大樓地下D舖面積約600方呎，市區重建局亦以67,252,000港元收購，呎價約110,000港元，原業主於1992年以15,000,000港元購入，帳面賺52,252,000萬元，物業升值3.48倍。
- 2013年5月7日，地政總署4月份未有批出樓盤預售樓花同意書，而尚待批售、由信和及市建局合作發展的觀塘月華街8號住宅項目，訂名為觀月·樺峯[29]。
- 2013年9月2日，市區重建局收購裕民坊26至32號國泰大廈4個舖位，分別為地下A、B舖，以及低層地下A、B舖，收購金額2.789億元，以4個舖位合共面積4,292方呎計算，折合呎價64,983元。，原業主為裕捷國際有限公司（Smart Richest International Limited），於2001年8月16日以7,450萬元購入，持貨12年易手帳面約賺2.045億元或2.74倍。公司註冊處資料，公司董事包括吳錦青、黃海燕等，而吳氏為新世紀表行董事長。
- 2013年12月31日，第2、3及4發展區內14座樓宇已全部騰空，所有樓宇現已交予承辦商進行圍封及拆卸工程。
- 2014年2月28日，市建局已在第5發展區內466個物業業權中，收購了447個業權（約95%）。餘下的物業業權，正積極與業主進行磋商。
- 2014年5月16日，受觀塘重建影響需搬遷的物華街小販，可搬往同仁街臨時小販市場繼續營業，市場分為地下及一樓兩層，合共有逾120個檔位，但多名小販批評臨時市場無冷氣、需自行接駁電錶、檔口窄及宣傳不足，擔心人流不足影響生意。[30]
- 2015年4月22日，市區重建局以4.5829億元購入中國銀行持有觀塘裕民大廈低層地下2-6號舖及地下4-6號舖，自用多年的舖位，以該舖面積8,000方呎計算，成交呎價逾5.5萬元，原業主為南洋商業銀行，於1989年6月以340萬元購入，現沽出帳面賺4.5489億元或133倍。[31]
- 2017年3月28日，因觀塘裕民坊收購進度未如理想，市建局決定將觀塘市中心重建第4及5區分拆發展。
- 2019年2月24日，團體「活在觀塘」聯同街坊舉行「告別裕民坊展」，設工匠工作坊和街坊相片展。[32]
- 2019年2月28日，所有接受市建局搬遷方案的商戶及住戶均需離開，只剩下小部份商店留守。在清拆前有不少人拍照留念。市建局表示截至下午6時，63個構築物的用戶已交吉，至於餘下的8個構築物未有接受方案。[33]
- 2020年8月，屬臨時性質的同仁街臨時小販市場十室九空，目前僅有5戶繼續經營。而觀塘月華區議員梁凱晴指，因商戶在2021年第一季將搬到凱滙巴士總站地下，故現時只有數戶仍在考慮搬遷安排。希望市建局能在重建前善用該地重新分間。[34]
- 2021年3月，市建局訂出最後限期，商戶需於3月下旬必須遷出。關注項目的「活在觀塘」負責人馮炳德表示，有兩名鐘表匠及3名商戶未獲得安置。有商戶表示希望政府可安排原區安置，而鐘表匠表示早在2009年已經申請工匠牌，但10多年來未獲發牌，有店主更堅持不論賠償金額有多少，都不會搬遷。[35]
- 2021年4月2日，凱滙基座商場裕民坊 (商場)，裕民市集，以及裕民坊公共運輸交匯處正式對外開放。
- 2021年4月14日，裕民坊仍然有4個商戶仍然未離場，其中一個經營清潔公司的商戶遭法院執達主任到場封舖，稱僅獲市建局賠償約100多萬港元，遠低於市建局可開出的最高賠償額。[36]
- 2021年4月18日，一名日前被執達吏收回單位的商戶不滿被市建局強收舖位，爬上裕民坊天台一度表示要以死控訴，約4小時後被消防員勸服離開，期間張開氣墊戒備。市建局表示19日將會與商戶會面，討論賠償問題。[37]
- 2021年5月4日，市建局派出百多名保安人員與執達吏到觀塘裕民坊進行清場行動，將未肯在限期前搬離的商戶強行抬走。[38]
- 2022年11月，市建局就觀塘第4、5區商業項目進行招標。雖然曾經獲得18家發展商或財團入標，但最後截標時只有新地獨資入標。到2023年2月2日公布收回有關的招標項目，代表流標收場。[39]
- 2022年12月12日，多年來一直爭取發牌，工作了30多年的一名工匠未獲安置，但最後被要求「清場」，惟食環署人員最終未有現身。關注組織「活在觀塘」促請食環署酌情處理。之後拉橫額赴食環署請願。[40]

## 批評

### 通風受阻
規劃方案造成地區通風受阻，一直關注項目的香港建築師學會觀塘重建關注組主席何文堯表示憂慮規劃方案造成地區通風受阻，龐大的半地下交通總匯將積聚廢氣，對候車市民造成影響。他指出，過去不少有蓋交通總站的抽風系統設計欠佳，使站內空氣無法流通。他又稱，市建局規劃中的商場平台高逾4層，在觀塘道路面上望如一幅巨型牆壁，使地面空氣難以流通。長春社主席何少芳則表示，8倍地積比率過高，將使市中心變成將軍澳翻版，不但通風受阻，亦使社區剩下只有名店進駐的豪華商場，失去原有社區生活。

### 未能改善基層生活
規劃方案未能改善基層社區生活，商販認為市區重建局年初以急於發展為由，要將植根觀塘數十年的商販趕走，市區重建局欠所有被逼遷的商販一個交代，未能改善基層的社區生活，需要反思現有的發展模式。

### 修改原有設計
市建局在2017年8月向城規會邀交的項目修訂中，靠近觀塘道的政府辦公室及零售建築「鵝蛋」形設計消失，公眾休憩用地及綠化空間亦因「有關部門」不希望公園內有水景設計，改為平實設計。結果引起部分市民和觀塘區議會批評新修訂淪為商場式設計，違背社區共識，並譴責市建局繞過諮詢程序。市建局去信觀塘區議會解釋指出，是「因應有關政府部門意見，而改為樓面面積較實用及易於管理的平實建築設計，以減輕政府管理時的困難和挑戰」。在受到公眾及觀塘區議會議員的猛烈評擊後，市建局再次修改方案，原本鵝蛋型的地標式大樓改為「半蛋」設計，並重新加入梯級式平台花園。

## 相關人物
- 前觀塘區議會主席陳振彬，GBS，JP
- 市建局觀塘分區諮詢委員會主席馬錦華
- 市區重建局董事會成員李國麟，SBS，JP
- 市區重建局董事會成員蔣麗芸，SBS，JP
- 市區重建局董事會成員胡志偉，MH
- 觀塘民政事務專員謝凌駿
- 觀塘區議會舊區重建及工業用地工作小組主席黎樹濠
- 市區重建局行政總監韋志成，GBS，JP

## 外部連結
- 香港政府新聞公告 《觀塘市中心重建項目》
- 香港政府新聞網，於2008年5月5日存取
- 觀塘市中心項目 - 市區重建局
- 活在觀塘 Blog（页面存档备份，存于）
- 凱滙- 觀塘南部- 信和置業 - Grand Central（页面存档备份，存于）